# تقویم مدنی

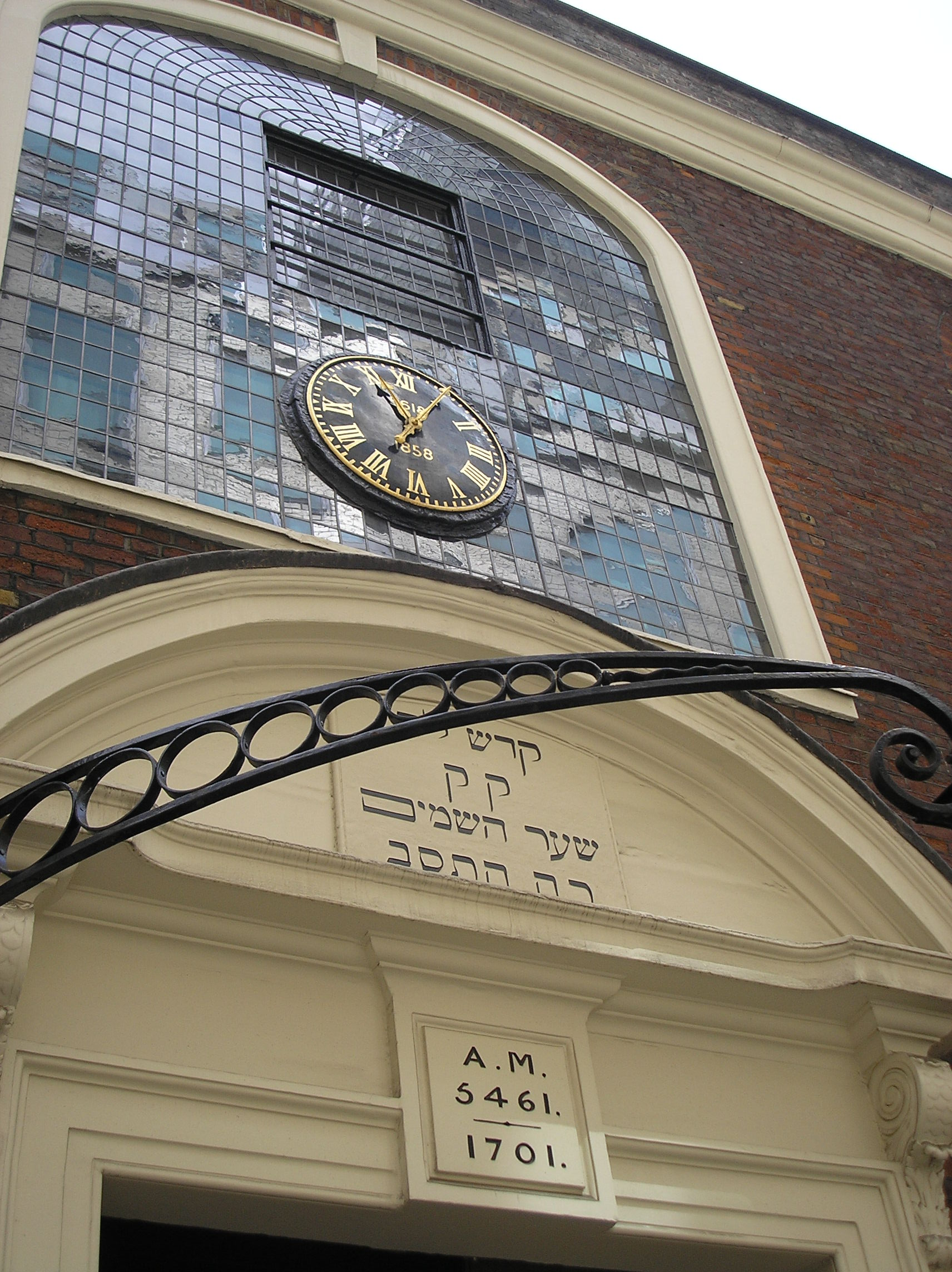
کتیبه بر روی کنیسه بویس مارکز در لندن که سال ۵۴۶۱ را به گاهشماری Anno Mundi و ۱۷۰۱ را به تقویم مدنی نشان می‌دهد.

تقویم مدنی تقویم یا احتمالاً یکی از چندین گاهشماری است که در یک کشور برای اهداف مدنی، رسمی یا اداری استفاده می‌شود. استفاده از تقویم مدنی اغلب توسط مردم و سازمان‌های خصوصی استفاده می‌شوند.
رایج‌ترین تقویم مدنی و استاندارد دِفاکتو که عملاً پذیرفته شده، تقویم میلادی است. اگرچه این گاهشماری برای اولین بار توسط پاپ گریگوری سیزدهم برای استفاده در کشورهای کاتولیک ایجاد شد و از سال ۱۵۸۲ مورد استفاده مسیحیان قرار گرفت، اما از آن زمان تاکنون بسیاری از کشورهای سکولار و غیر مسیحی نیز آن را پذیرفته‌اند.

## تقویم مدنی در سراسر جهان
تا سال ۲۰۲۱ میلادی، ۱۶۸ کشور جهان از تقویم میلادی به عنوان تنها تقویم مدنی خود استفاده می‌کردند. اکثر کشورهای غیر مسیحی آن را در نتیجه آثار فرهنگی استعمار پذیرفته‌اند و برخی کشورها آن را داوطلبانه برگزیدند.
تنها چهار کشور همچنان تقویم میلادی را رسمیت نبخشیده‌اند: افغانستان و ایران (که از گاه‌شماری هجری خورشیدی استفاده می‌کنند)، اتیوپی (که گاه‌شماری اتیوپیایی دارد)، و نپال (که از دو گاهشمار ویکرم سموت و ویکرم نپال بهره می‌برد).
چهار کشور از نسخه اصلاح شده تقویم میلادی (با شمارشی متفاوت از شکل مرسوم آنو دومینی) استفاده می‌کنند: ژاپن (با گاه‌شماری ژاپنی)، کره شمالی (با گاه‌شماری کره شمالی)، تایوان (با گاه‌شماری مینگو) و تایلند (با گاه‌شماری خورشیدی تایلندی). کره جنوبی که قبلاً از گاه‌شماری کره‌ای از سال ۱۹۴۵ تا ۱۹۶۱ استفاده می‌کرد، امروزه شکل مرسوم جهانی را اتخاذ کرده‌است.
هجده کشور از گاهشماری‌های بومی دیگری در کنار تقویم میلادی استفاده می‌کنند: بنگلادش (بنگالی)، میانمار (برمه‌ای)، هند (ملی هند)، اسرائیل (عبری)، مصر (هجری قمری و قبطی)، الجزایر، عراق، اردن، لیبی، موریتانی و مراکش، عمان، پاکستان، عربستان سعودی، سومالی، تونس، امارات متحده عربی، و یمن (هجری قمری).